# Emballonura
Emballonura ist eine Gattung von Fledermäusen in der Familie Glattnasen-Freischwänze mit etwa 8 Arten. Diese kommen hauptsächlich in Südostasien, in der biogeografischen Region Australis und in Ozeanien vor.

## Merkmale
Diese Fledermäuse erreichen eine Kopf-Rumpf-Länge von 38 bis 62 mm und eine Schwanzlänge von 10 bis 20 mm. Viele Vertreter der Gattung wiegen nur 4 bis 8 g. Emballonura monticola wird dagegen 30 bis 40 g schwer. Das Fell hat oberseits eine dunkelbraune bis braune Farbe, der Bauch ist heller. Im Gegensatz zu den meisten anderen Gattungen der Familie besitzen die Emballonura-Arten zwei obere Schneidezähne in jeder Kieferhälfte. Eine Drüse an der Oberseite der Flugmembran fehlt, wie bei den nahe verwandten Gattungen Coleura und Mosia.

## Lebensweise
Die Arten halten sich in verschiedenen Habitaten auf. Sie werden häufig in Kulturlandschaften gesichtet. Trotzdem ist wenig über sie bekannt. Diese Fledermäuse ruhen in natürlichen Hohlräumen. Dort bilden sie, abhängig von Art und Verbreitung, Gruppen von bis zu 20 Exemplaren oder kleinere Kolonien mit 100 bis 150 Mitgliedern. Bis auf wenige Ausnahmen ruhen Männchen und Weibchen getrennt. Sie jagen Insekten und fressen gelegentlich Früchte.

## Gefährdung und Status
Die meisten Arten kommen in so großen Beständen vor, dass für ihren Fortbestand gegenwärtig keine Gefahr besteht. Sie werden von der Weltnaturschutzunion (IUCN) als „nicht gefährdet“ (Least Concern) gelistet. Emballonura semicaudata hatte ein größeres Verbreitungsgebiet in Ozeanien und ist dort von mehreren Inseln verschwunden. Als Ursache wird die Bejagung durch ursprüngliche und eingeführte Feinde, wie Warane und Ratten vermutet. Zusätzlich wirkte sich der Einsatz von Pestiziden in der Landwirtschaft negativ aus. Die Art wird als „stark gefährdet“ (Endangered) eingestuft. Für Emballonura furax gibt es zu wenige Daten (Data Deficient).

## Arten und Verbreitung
Laut Mammal Species of the World (2005) zählen 9 Arten zur Gattung. 2006 wurde Emballonura tiavato als eigenständige Art beschrieben, die später in die Gattung Paremballonura überführt wurde.
- Philippinen-Freischwanzfledermaus (Emballonura alecto), Borneo, Philippinen, Sulawesi und kleinere Inseln.
- Beccari-Freischwanzfledermaus (Emballonura beccarii), Neuguinea und kleinere Inseln.
- Diana-Freischwanzfledermaus (Emballonura dianae), Neuguinea bis Salomonen.
- Neuguinea-Freischwanzfledermaus (Emballonura furax), Neuguinea und kleinere Inseln.
- Malaiische Freischwanzfledermaus oder Kleine Freischwanzfledermaus (Emballonura monticola), Malaiische Halbinsel bis Sulawesi.
- Raffray-Freischwanzfledermaus (Emballonura raffrayana), Molukken bis Salomonen.
- Pazifik-Freischwanzfledermaus (Emballonura semicaudata), Ozeanien.
- Seri-Freischwanzfledermaus (Emballonura serii), kleinere Inseln bei Neuguinea.

Zwei Arten von Madagaskar, die bis 2012 zu Emballonura gehörten bilden jetzt die Gattung Paremballonura.